# Concacaf Nations League B 2022/2023
Concacaf Nations League B 2022/2023 spelades mellan 2 juni och 28 mars 2023.

## Nationer
- Antigua och Barbuda
- Bahamas
- Barbados
- Belize
- Bermuda
- Dominikanska republiken
- Franska Guyana
- Guadeloupe
- Guatemala
- Guyana
- Haiti
- Kuba
- Montserrat
- Nicaragua
- Saint Vincent och Grenadinerna
- Trinidad och Tobago

## Grupper

### Grupp A
| Nr | Lag                 | S | V | O | F | GM | IM | MS | P  |
| -- | ------------------- | - | - | - | - | -- | -- | -- | -- |
| 1  | Kuba                | 6 | 5 | 0 | 1 | 11 | 3  | +8 | 15 |
| 2  | Guadeloupe          | 6 | 3 | 0 | 3 | 5  | 5  | 0  | 9  |
| 3  | Antigua och Barbuda | 6 | 3 | 0 | 3 | 5  | 7  | −2 | 9  |
| 4  | Barbados            | 6 | 1 | 0 | 5 | 3  | 9  | −6 | 3  |

| 5           | 2 juni 2022 | Barbados | 0 – 1           | Antigua och Barbuda  | Daren Sammy Cricket Ground                                                     |                                                                                |
| 19:30 UTC−4 | 19:30 UTC−4 |          | (0 – 0) Rapport | 90+1′ Shavorn Philip | Gros Islet (Saint Lucia) Domare: Moeth Gaymes (Saint Vincent och Grenadinerna) | Gros Islet (Saint Lucia) Domare: Moeth Gaymes (Saint Vincent och Grenadinerna) |
| 19:30 UTC−4 | 19:30 UTC−4 |          |                 |                      | Gros Islet (Saint Lucia) Domare: Moeth Gaymes (Saint Vincent och Grenadinerna) | Gros Islet (Saint Lucia) Domare: Moeth Gaymes (Saint Vincent och Grenadinerna) |
| 19:30 UTC−4 | 19:30 UTC−4 |          |                 |                      | Gros Islet (Saint Lucia) Domare: Moeth Gaymes (Saint Vincent och Grenadinerna) | Gros Islet (Saint Lucia) Domare: Moeth Gaymes (Saint Vincent och Grenadinerna) |

| 6           | 2 juni 2022 | Guadeloupe                              | 2 – 1           | Kuba             | Stade René Serge Nabajoth                    |                                              |
| 20:00 UTC−4 | 20:00 UTC−4 | Grégory Gendrey 15′ Thierry Ambrose 90′ | (1 – 0) Rapport | 74′ Maikel Reyes | Les Abymes Domare: José Torres (Puerto Rico) | Les Abymes Domare: José Torres (Puerto Rico) |
| 20:00 UTC−4 | 20:00 UTC−4 |                                         |                 |                  | Les Abymes Domare: José Torres (Puerto Rico) | Les Abymes Domare: José Torres (Puerto Rico) |
| 20:00 UTC−4 | 20:00 UTC−4 |                                         |                 |                  | Les Abymes Domare: José Torres (Puerto Rico) | Les Abymes Domare: José Torres (Puerto Rico) |

| 21          | 5 juni 2022 | Kuba                                                            | 3 – 0           | Barbados | Estadio Antonio Maceo                         |                                               |
| 16:00 UTC−4 | 16:00 UTC−4 | Willian Pozo 35′ Arichel Hernández 38′ Luis Paradela 47′ (str.) | (2 – 0) Rapport |          | Santiago de Cuba Domare: Marco Ortíz (Mexiko) | Santiago de Cuba Domare: Marco Ortíz (Mexiko) |
| 16:00 UTC−4 | 16:00 UTC−4 |                                                                 |                 |          | Santiago de Cuba Domare: Marco Ortíz (Mexiko) | Santiago de Cuba Domare: Marco Ortíz (Mexiko) |
| 16:00 UTC−4 | 16:00 UTC−4 |                                                                 |                 |          | Santiago de Cuba Domare: Marco Ortíz (Mexiko) | Santiago de Cuba Domare: Marco Ortíz (Mexiko) |

| 22          | 5 juni 2022 | Antigua och Barbuda | 1 – 0           | Guadeloupe | Warner Park                                                                       |                                                                                   |
| 19:00 UTC−4 | 19:00 UTC−4 | Myles Weston 55′    | (0 – 0) Rapport |            | Basseterre (Saint Kitts och Nevis) Domare: Reginald Gumbs (Saint Kitts och Nevis) | Basseterre (Saint Kitts och Nevis) Domare: Reginald Gumbs (Saint Kitts och Nevis) |
| 19:00 UTC−4 | 19:00 UTC−4 |                     |                 |            | Basseterre (Saint Kitts och Nevis) Domare: Reginald Gumbs (Saint Kitts och Nevis) | Basseterre (Saint Kitts och Nevis) Domare: Reginald Gumbs (Saint Kitts och Nevis) |
| 19:00 UTC−4 | 19:00 UTC−4 |                     |                 |            | Basseterre (Saint Kitts och Nevis) Domare: Reginald Gumbs (Saint Kitts och Nevis) | Basseterre (Saint Kitts och Nevis) Domare: Reginald Gumbs (Saint Kitts och Nevis) |

| 38          | 9 juni 2022 | Barbados | 0 – 1           | Guadeloupe          | Daren Sammy Cricket Ground                              |                                                         |
| 18:00 UTC−4 | 18:00 UTC−4 |          | (0 – 1) Rapport | 16′ Thierry Ambrose | Gros Islet (Saint Lucia) Domare: Raúl Castro (Honduras) | Gros Islet (Saint Lucia) Domare: Raúl Castro (Honduras) |
| 18:00 UTC−4 | 18:00 UTC−4 |          |                 |                     | Gros Islet (Saint Lucia) Domare: Raúl Castro (Honduras) | Gros Islet (Saint Lucia) Domare: Raúl Castro (Honduras) |
| 18:00 UTC−4 | 18:00 UTC−4 |          |                 |                     | Gros Islet (Saint Lucia) Domare: Raúl Castro (Honduras) | Gros Islet (Saint Lucia) Domare: Raúl Castro (Honduras) |

| 40          | 9 juni 2022 | Antigua och Barbuda | 0 – 2           | Kuba                                 | Warner Park                                                                     |                                                                                 |
| 19:00 UTC−4 | 19:00 UTC−4 |                     | (0 – 1) Rapport | 16′ Luis Paradela 83′ Onel Hernández | Basseterre (Saint Kitts och Nevis) Domare: Kimbell Ward (Saint Kitts och Nevis) | Basseterre (Saint Kitts och Nevis) Domare: Kimbell Ward (Saint Kitts och Nevis) |
| 19:00 UTC−4 | 19:00 UTC−4 |                     |                 |                                      | Basseterre (Saint Kitts och Nevis) Domare: Kimbell Ward (Saint Kitts och Nevis) | Basseterre (Saint Kitts och Nevis) Domare: Kimbell Ward (Saint Kitts och Nevis) |
| 19:00 UTC−4 | 19:00 UTC−4 |                     |                 |                                      | Basseterre (Saint Kitts och Nevis) Domare: Kimbell Ward (Saint Kitts och Nevis) | Basseterre (Saint Kitts och Nevis) Domare: Kimbell Ward (Saint Kitts och Nevis) |

| 52          | 12 juni 2022 | Kuba                            | 3 – 1           | Antigua och Barbuda | Estadio Antonio Maceo                               |                                                     |
| 16:00 UTC−4 | 16:00 UTC−4  | Arichel Hernández 16′, 21′, 63′ | (2 – 0) Rapport | 51′ D'Andre Bishop  | Santiago de Cuba Domare: Guillermo Pacheco (Mexiko) | Santiago de Cuba Domare: Guillermo Pacheco (Mexiko) |
| 16:00 UTC−4 | 16:00 UTC−4  |                                 |                 |                     | Santiago de Cuba Domare: Guillermo Pacheco (Mexiko) | Santiago de Cuba Domare: Guillermo Pacheco (Mexiko) |
| 16:00 UTC−4 | 16:00 UTC−4  |                                 |                 |                     | Santiago de Cuba Domare: Guillermo Pacheco (Mexiko) | Santiago de Cuba Domare: Guillermo Pacheco (Mexiko) |

| 55          | 12 juni 2022 | Guadeloupe                                     | 2 – 1           | Barbados        | Stade René Serge Nabajoth                      |                                                |
| 18:00 UTC−4 | 18:00 UTC−4  | Thierry Ambrose 6′ Matthias Phaëton 27′ (str.) | (2 – 0) Rapport | 59′ Keon Atkins | Les Abymes Domare: Melvin Matamoros (Honduras) | Les Abymes Domare: Melvin Matamoros (Honduras) |
| 18:00 UTC−4 | 18:00 UTC−4  |                                                |                 |                 | Les Abymes Domare: Melvin Matamoros (Honduras) | Les Abymes Domare: Melvin Matamoros (Honduras) |
| 18:00 UTC−4 | 18:00 UTC−4  |                                                |                 |                 | Les Abymes Domare: Melvin Matamoros (Honduras) | Les Abymes Domare: Melvin Matamoros (Honduras) |

| 70          | 23 mars 2023 | Barbados | 0 – 1           | Kuba            | Wildey Turf                                         |                                                     |
| 19:00 UTC−4 | 19:00 UTC−4  |          | (0 – 1) Rapport | 3′ Maikel Reyes | Wildey Domare: Walter López Castellanos (Guatemala) | Wildey Domare: Walter López Castellanos (Guatemala) |
| 19:00 UTC−4 | 19:00 UTC−4  |          |                 |                 | Wildey Domare: Walter López Castellanos (Guatemala) | Wildey Domare: Walter López Castellanos (Guatemala) |
| 19:00 UTC−4 | 19:00 UTC−4  |          |                 |                 | Wildey Domare: Walter López Castellanos (Guatemala) | Wildey Domare: Walter López Castellanos (Guatemala) |

| 71          | 23 mars 2023 | Guadeloupe | 0 – 1           | Antigua och Barbuda         | Stade René Serge Nabajoth                       |                                                 |
| 19:00 UTC−4 | 19:00 UTC−4  |            | (0 – 0) Rapport | 57′ Ashley Nathaniel-George | Les Abymes Domare: Pierre-Luc Lauzière (Kanada) | Les Abymes Domare: Pierre-Luc Lauzière (Kanada) |
| 19:00 UTC−4 | 19:00 UTC−4  |            |                 |                             | Les Abymes Domare: Pierre-Luc Lauzière (Kanada) | Les Abymes Domare: Pierre-Luc Lauzière (Kanada) |
| 19:00 UTC−4 | 19:00 UTC−4  |            |                 |                             | Les Abymes Domare: Pierre-Luc Lauzière (Kanada) | Les Abymes Domare: Pierre-Luc Lauzière (Kanada) |

| 87          | 26 mars 2023 | Antigua och Barbuda | 1 – 2           | Barbados                         | Sir Vivian Richards Stadium                      |                                                  |
| 16:00 UTC−4 | 16:00 UTC−4  | Myles Weston 31′    | (1 – 0) Rapport | 62′ Thierry Gale 87′ Tajio James | North Sound Domare: Ismael Cornejo (El Salvador) | North Sound Domare: Ismael Cornejo (El Salvador) |
| 16:00 UTC−4 | 16:00 UTC−4  |                     |                 |                                  | North Sound Domare: Ismael Cornejo (El Salvador) | North Sound Domare: Ismael Cornejo (El Salvador) |
| 16:00 UTC−4 | 16:00 UTC−4  |                     |                 |                                  | North Sound Domare: Ismael Cornejo (El Salvador) | North Sound Domare: Ismael Cornejo (El Salvador) |

| 88          | 26 mars 2023 | Kuba                | 1 – 0           | Guadeloupe | Estadio Antonio Maceo                                 |                                                       |
| 16:00 UTC−4 | 16:00 UTC−4  | Yasniel Matos 45+2′ | (1 – 0) Rapport |            | Santiago de Cuba Domare: Ricardo Montero (Costa Rica) | Santiago de Cuba Domare: Ricardo Montero (Costa Rica) |
| 16:00 UTC−4 | 16:00 UTC−4  |                     |                 |            | Santiago de Cuba Domare: Ricardo Montero (Costa Rica) | Santiago de Cuba Domare: Ricardo Montero (Costa Rica) |
| 16:00 UTC−4 | 16:00 UTC−4  |                     |                 |            | Santiago de Cuba Domare: Ricardo Montero (Costa Rica) | Santiago de Cuba Domare: Ricardo Montero (Costa Rica) |

### Grupp B
| Nr | Lag        | S | V | O | F | GM | IM | MS  | P  |
| -- | ---------- | - | - | - | - | -- | -- | --- | -- |
| 1  | Haiti      | 6 | 5 | 1 | 0 | 22 | 5  | +17 | 16 |
| 2  | Guyana     | 6 | 3 | 1 | 2 | 8  | 14 | −6  | 10 |
| 3  | Bermuda    | 6 | 1 | 1 | 4 | 7  | 10 | −3  | 4  |
| 4  | Montserrat | 6 | 1 | 1 | 4 | 6  | 14 | −8  | 4  |

| 14          | 4 juni 2022 | Bermuda | 0 – 0   | Haiti | National Stadium                        |                                         |
| 18:00 UTC−3 | 18:00 UTC−3 |         | Rapport |       | Devonshire Domare: Reon Radix (Grenada) | Devonshire Domare: Reon Radix (Grenada) |
| 18:00 UTC−3 | 18:00 UTC−3 |         |         |       | Devonshire Domare: Reon Radix (Grenada) | Devonshire Domare: Reon Radix (Grenada) |
| 18:00 UTC−3 | 18:00 UTC−3 |         |         |       | Devonshire Domare: Reon Radix (Grenada) | Devonshire Domare: Reon Radix (Grenada) |

| 16          | 4 juni 2022 | Montserrat         | 1 – 2           | Guyana                 | Félix Sánchez Olympic Stadium                                                |                                                                              |
| 19:30 UTC−4 | 19:30 UTC−4 | Adrian Clifton 21′ | (1 – 0) Rapport | 61′, 71′ Omari Glasgow | Santo Domingo (Dominikanska republiken) Domare: Jefferson Escobar (Honduras) | Santo Domingo (Dominikanska republiken) Domare: Jefferson Escobar (Honduras) |
| 19:30 UTC−4 | 19:30 UTC−4 |                    |                 |                        | Santo Domingo (Dominikanska republiken) Domare: Jefferson Escobar (Honduras) | Santo Domingo (Dominikanska republiken) Domare: Jefferson Escobar (Honduras) |
| 19:30 UTC−4 | 19:30 UTC−4 |                    |                 |                        | Santo Domingo (Dominikanska republiken) Domare: Jefferson Escobar (Honduras) | Santo Domingo (Dominikanska republiken) Domare: Jefferson Escobar (Honduras) |

| 31          | 7 juni 2022 | Guyana                              | 2 – 1           | Bermuda            | National Track and Field Centre Leonora |                                      |
| 16:00 UTC−4 | 16:00 UTC−4 | Trayon Bobb 35′ Omari Glasgow 45+2′ | (2 – 1) Rapport | 42′ Dante Leverock | Leonora Domare: Reon Radix (Grenada)    | Leonora Domare: Reon Radix (Grenada) |
| 16:00 UTC−4 | 16:00 UTC−4 |                                     |                 |                    | Leonora Domare: Reon Radix (Grenada)    | Leonora Domare: Reon Radix (Grenada) |
| 16:00 UTC−4 | 16:00 UTC−4 |                                     |                 |                    | Leonora Domare: Reon Radix (Grenada)    | Leonora Domare: Reon Radix (Grenada) |

| 32          | 7 juni 2022 | Haiti                                                | 3 – 2           | Montserrat                                | Félix Sánchez Olympic Stadium                                            |                                                                          |
| 17:00 UTC−4 | 17:00 UTC−4 | Mondy Prunier 5′ Carnejy Antoine 9′ Steeven Saba 25′ | (3 – 1) Rapport | 19′ Kaleem Simon 90+2′ (str.) Lyle Taylor | Santo Domingo (Dominikanska republiken) Domare: David Gómez (Costa Rica) | Santo Domingo (Dominikanska republiken) Domare: David Gómez (Costa Rica) |
| 17:00 UTC−4 | 17:00 UTC−4 |                                                      |                 |                                           | Santo Domingo (Dominikanska republiken) Domare: David Gómez (Costa Rica) | Santo Domingo (Dominikanska republiken) Domare: David Gómez (Costa Rica) |
| 17:00 UTC−4 | 17:00 UTC−4 |                                                      |                 |                                           | Santo Domingo (Dominikanska republiken) Domare: David Gómez (Costa Rica) | Santo Domingo (Dominikanska republiken) Domare: David Gómez (Costa Rica) |

| 48          | 11 juni 2022 | Guyana                                     | 2 – 6           | Haiti                                                                                            | National Track and Field Centre Leonora    |                                            |
| 16:00 UTC−4 | 16:00 UTC−4  | Emery Welshman 11′ Nathan Moriah-Welsh 44′ | (2 – 5) Rapport | 4′ Dany Jean 9′ Steeven Saba 38′ Carnejy Antoine 41′, 43′ Derrick Etienne 80′ Fredler Christophe | Leonora Domare: Enrique Santander (Mexiko) | Leonora Domare: Enrique Santander (Mexiko) |
| 16:00 UTC−4 | 16:00 UTC−4  |                                            |                 |                                                                                                  | Leonora Domare: Enrique Santander (Mexiko) | Leonora Domare: Enrique Santander (Mexiko) |
| 16:00 UTC−4 | 16:00 UTC−4  |                                            |                 |                                                                                                  | Leonora Domare: Enrique Santander (Mexiko) | Leonora Domare: Enrique Santander (Mexiko) |

| 50          | 11 juni 2022 | Montserrat                                     | 3 – 2           | Bermuda                            | Félix Sánchez Olympic Stadium                                                             |                                                                                           |
| 19:30 UTC−4 | 19:30 UTC−4  | Lyle Taylor 47′ (str.), 85′ Adrian Clifton 67′ | (0 – 0) Rapport | 54′ Willie Clemons 78′ Nahki Wells | Santo Domingo (Dominikanska republiken) Domare: Adonis Carrasco (Dominikanska republiken) | Santo Domingo (Dominikanska republiken) Domare: Adonis Carrasco (Dominikanska republiken) |
| 19:30 UTC−4 | 19:30 UTC−4  |                                                |                 |                                    | Santo Domingo (Dominikanska republiken) Domare: Adonis Carrasco (Dominikanska republiken) | Santo Domingo (Dominikanska republiken) Domare: Adonis Carrasco (Dominikanska republiken) |
| 19:30 UTC−4 | 19:30 UTC−4  |                                                |                 |                                    | Santo Domingo (Dominikanska republiken) Domare: Adonis Carrasco (Dominikanska republiken) | Santo Domingo (Dominikanska republiken) Domare: Adonis Carrasco (Dominikanska republiken) |

| 65          | 14 juni 2022 | Bermuda | 3 – 0               | Montserrat | National Stadium                         |                                          |
| 19:00 UTC−3 | 19:00 UTC−3  |         | (tilldelad) Rapport |            | Devonshire Domare: Drew Fischer (Kanada) | Devonshire Domare: Drew Fischer (Kanada) |
| 19:00 UTC−3 | 19:00 UTC−3  |         |                     |            | Devonshire Domare: Drew Fischer (Kanada) | Devonshire Domare: Drew Fischer (Kanada) |
| 19:00 UTC−3 | 19:00 UTC−3  |         |                     |            | Devonshire Domare: Drew Fischer (Kanada) | Devonshire Domare: Drew Fischer (Kanada) |

| 66          | 14 juni 2022 | Haiti                                                                                 | 6 – 0   | Guyana | Félix Sánchez Olympic Stadium                                                               |                                                                                             |
| 18:00 UTC−4 | 18:00 UTC−4  | Alex Christian 39′ Mondy Prunier 48′, 76′ Jeppe Simonsen 63′ Carnejy Antoine 87′, 89′ | Rapport |        | Santo Domingo (Dominikanska republiken) Domare: Randy Encarnación (Dominikanska republiken) | Santo Domingo (Dominikanska republiken) Domare: Randy Encarnación (Dominikanska republiken) |
| 18:00 UTC−4 | 18:00 UTC−4  |                                                                                       |         |        | Santo Domingo (Dominikanska republiken) Domare: Randy Encarnación (Dominikanska republiken) | Santo Domingo (Dominikanska republiken) Domare: Randy Encarnación (Dominikanska republiken) |
| 18:00 UTC−4 | 18:00 UTC−4  |                                                                                       |         |        | Santo Domingo (Dominikanska republiken) Domare: Randy Encarnación (Dominikanska republiken) | Santo Domingo (Dominikanska republiken) Domare: Randy Encarnación (Dominikanska republiken) |

| 82          | 25 mars 2023 | Bermuda | 0 – 2           | Guyana                             | Bermuda National Stadium                              |                                                       |
| 15:00 UTC−3 | 15:00 UTC−3  |         | (0 – 0) Rapport | 52′ Liam Gordon 58′ Jeremy Garrett | Devonshire Parish Domare: Fernando Hernández (Mexiko) | Devonshire Parish Domare: Fernando Hernández (Mexiko) |
| 15:00 UTC−3 | 15:00 UTC−3  |         |                 |                                    | Devonshire Parish Domare: Fernando Hernández (Mexiko) | Devonshire Parish Domare: Fernando Hernández (Mexiko) |
| 15:00 UTC−3 | 15:00 UTC−3  |         |                 |                                    | Devonshire Parish Domare: Fernando Hernández (Mexiko) | Devonshire Parish Domare: Fernando Hernández (Mexiko) |

| 81          | 25 mars 2023 | Montserrat | 0 – 4           | Haiti                                                                        | Blakes Estate Stadium                   |                                         |
| 17:00 UTC−4 | 17:00 UTC−4  |            | (0 – 0) Rapport | 49′ Duckens Nazon 60′ Frantzdy Pierrot 70′ Derrick Etienne 84′ Mondy Prunier | Lookout Domare: Bryan López (Guatemala) | Lookout Domare: Bryan López (Guatemala) |
| 17:00 UTC−4 | 17:00 UTC−4  |            |                 |                                                                              | Lookout Domare: Bryan López (Guatemala) | Lookout Domare: Bryan López (Guatemala) |
| 17:00 UTC−4 | 17:00 UTC−4  |            |                 |                                                                              | Lookout Domare: Bryan López (Guatemala) | Lookout Domare: Bryan López (Guatemala) |

| 100         | 28 mars 2023 | Haiti                                                         | 3 – 1           | Bermuda      | Estadio Panamericano                                                        |                                                                             |
| 18:00 UTC−4 | 18:00 UTC−4  | Frantzdy Pierrot 25′ Jeppe Simonsen 26′ Carnejy Antoine 45+4′ | (3 – 0) Rapport | 75′ Jai Bean | San Cristóbal (Dominikanska republiken) Domare: Melvin Matamoros (Honduras) | San Cristóbal (Dominikanska republiken) Domare: Melvin Matamoros (Honduras) |
| 18:00 UTC−4 | 18:00 UTC−4  |                                                               |                 |              | San Cristóbal (Dominikanska republiken) Domare: Melvin Matamoros (Honduras) | San Cristóbal (Dominikanska republiken) Domare: Melvin Matamoros (Honduras) |
| 18:00 UTC−4 | 18:00 UTC−4  |                                                               |                 |              | San Cristóbal (Dominikanska republiken) Domare: Melvin Matamoros (Honduras) | San Cristóbal (Dominikanska republiken) Domare: Melvin Matamoros (Honduras) |

| 99          | 28 mars 2023 | Guyana | 0 – 0   | Montserrat | Wildey Turf                                           |                                                       |
| 19:00 UTC−4 | 19:00 UTC−4  |        | Rapport |            | Wildey (Barbados) Domare: Keylor Herrera (Costa Rica) | Wildey (Barbados) Domare: Keylor Herrera (Costa Rica) |
| 19:00 UTC−4 | 19:00 UTC−4  |        |         |            | Wildey (Barbados) Domare: Keylor Herrera (Costa Rica) | Wildey (Barbados) Domare: Keylor Herrera (Costa Rica) |
| 19:00 UTC−4 | 19:00 UTC−4  |        |         |            | Wildey (Barbados) Domare: Keylor Herrera (Costa Rica) | Wildey (Barbados) Domare: Keylor Herrera (Costa Rica) |

### Grupp C
| Nr | Lag                            | S | V | O | F | GM | IM | MS  | P  |
| -- | ------------------------------ | - | - | - | - | -- | -- | --- | -- |
| 1  | Nicaragua                      | 6 | 4 | 2 | 0 | 15 | 5  | +10 | 14 |
| 2  | Trinidad och Tobago            | 6 | 4 | 1 | 1 | 12 | 4  | +8  | 13 |
| 3  | Bahamas                        | 6 | 1 | 1 | 4 | 2  | 11 | −9  | 4  |
| 4  | Saint Vincent och Grenadinerna | 6 | 0 | 2 | 4 | 4  | 14 | −10 | 2  |

| 11          | 3 juni 2022 | Bahamas                    | 1 – 0           | Saint Vincent och Grenadinerna | Thomas Robinson Stadium             |                                     |
| 17:00 UTC−4 | 17:00 UTC−4 | Lesly St. Fleur 68′ (str.) | (0 – 0) Rapport |                                | Nassau Domare: Jorge Pérez (Mexiko) | Nassau Domare: Jorge Pérez (Mexiko) |
| 17:00 UTC−4 | 17:00 UTC−4 |                            |                 |                                | Nassau Domare: Jorge Pérez (Mexiko) | Nassau Domare: Jorge Pérez (Mexiko) |
| 17:00 UTC−4 | 17:00 UTC−4 |                            |                 |                                | Nassau Domare: Jorge Pérez (Mexiko) | Nassau Domare: Jorge Pérez (Mexiko) |

| 13          | 3 juni 2022 | Nicaragua                             | 2 – 1           | Trinidad och Tobago        | Estadio Nacional de Fútbol                  |                                             |
| 20:00 UTC−6 | 20:00 UTC−6 | Josué Quijano 45+1′ Byron Bonilla 78′ | (1 – 0) Rapport | 46′ (sjm.) Christian Reyes | Managua Domare: Keylor Herrera (Costa Rica) | Managua Domare: Keylor Herrera (Costa Rica) |
| 20:00 UTC−6 | 20:00 UTC−6 |                                       |                 |                            | Managua Domare: Keylor Herrera (Costa Rica) | Managua Domare: Keylor Herrera (Costa Rica) |
| 20:00 UTC−6 | 20:00 UTC−6 |                                       |                 |                            | Managua Domare: Keylor Herrera (Costa Rica) | Managua Domare: Keylor Herrera (Costa Rica) |

| 24          | 6 juni 2022 | Saint Vincent och Grenadinerna         | 2 – 2           | Nicaragua                                    | Arnos Vale Stadium                                        |                                                           |
| 15:00 UTC−4 | 15:00 UTC−4 | Azinho Solomon 3′ Oalex Anderson 45+5′ | (2 – 2) Rapport | 22′ Byron Bonilla 41′ Matias Belli Moldskred | Arnos Vale Domare: Ken Pennyfeather (Antigua och Barbuda) | Arnos Vale Domare: Ken Pennyfeather (Antigua och Barbuda) |
| 15:00 UTC−4 | 15:00 UTC−4 |                                        |                 |                                              | Arnos Vale Domare: Ken Pennyfeather (Antigua och Barbuda) | Arnos Vale Domare: Ken Pennyfeather (Antigua och Barbuda) |
| 15:00 UTC−4 | 15:00 UTC−4 |                                        |                 |                                              | Arnos Vale Domare: Ken Pennyfeather (Antigua och Barbuda) | Arnos Vale Domare: Ken Pennyfeather (Antigua och Barbuda) |

| 29          | 6 juni 2022 | Trinidad och Tobago | 1 – 0           | Bahamas | Hasely Crawford Stadium                      |                                              |
| 20:00 UTC−4 | 20:00 UTC−4 | Neveal Hackshaw 4′  | (1 – 0) Rapport |         | Port of Spain Domare: Shavin Greene (Guyana) | Port of Spain Domare: Shavin Greene (Guyana) |
| 20:00 UTC−4 | 20:00 UTC−4 |                     |                 |         | Port of Spain Domare: Shavin Greene (Guyana) | Port of Spain Domare: Shavin Greene (Guyana) |
| 20:00 UTC−4 | 20:00 UTC−4 |                     |                 |         | Port of Spain Domare: Shavin Greene (Guyana) | Port of Spain Domare: Shavin Greene (Guyana) |

| 43          | 10 juni 2022 | Saint Vincent och Grenadinerna | 0 – 2           | Trinidad och Tobago                 | Arnos Vale Stadium                      |                                         |
| 15:00 UTC−4 | 15:00 UTC−4  |                                | (0 – 2) Rapport | 17′ Neveal Hackshaw 25′ Levi García | Arnos Vale Domare: Alex Chilowicz (USA) | Arnos Vale Domare: Alex Chilowicz (USA) |
| 15:00 UTC−4 | 15:00 UTC−4  |                                |                 |                                     | Arnos Vale Domare: Alex Chilowicz (USA) | Arnos Vale Domare: Alex Chilowicz (USA) |
| 15:00 UTC−4 | 15:00 UTC−4  |                                |                 |                                     | Arnos Vale Domare: Alex Chilowicz (USA) | Arnos Vale Domare: Alex Chilowicz (USA) |

| 44          | 10 juni 2022 | Bahamas | 0 – 2           | Nicaragua                                     | Thomas Robinson Stadium               |                                       |
| 17:00 UTC−4 | 17:00 UTC−4  |         | (0 – 1) Rapport | 40′ Jaime Moreno 90+1′ Matias Belli Moldskred | Nassau Domare: Joseph Dickerson (USA) | Nassau Domare: Joseph Dickerson (USA) |
| 17:00 UTC−4 | 17:00 UTC−4  |         |                 |                                               | Nassau Domare: Joseph Dickerson (USA) | Nassau Domare: Joseph Dickerson (USA) |
| 17:00 UTC−4 | 17:00 UTC−4  |         |                 |                                               | Nassau Domare: Joseph Dickerson (USA) | Nassau Domare: Joseph Dickerson (USA) |

| 58          | 13 juni 2022 | Trinidad och Tobago                                           | 4 – 1           | Saint Vincent och Grenadinerna | Hasely Crawford Stadium                         |                                                 |
| 19:00 UTC−4 | 19:00 UTC−4  | Judah García 9′ Noah Powder 11′, 41′ John-Paul Rochford 90+1′ | (3 – 1) Rapport | 26′ Cornelius Stewart          | Port of Spain Domare: Nelson Salgado (Honduras) | Port of Spain Domare: Nelson Salgado (Honduras) |
| 19:00 UTC−4 | 19:00 UTC−4  |                                                               |                 |                                | Port of Spain Domare: Nelson Salgado (Honduras) | Port of Spain Domare: Nelson Salgado (Honduras) |
| 19:00 UTC−4 | 19:00 UTC−4  |                                                               |                 |                                | Port of Spain Domare: Nelson Salgado (Honduras) | Port of Spain Domare: Nelson Salgado (Honduras) |

| 59          | 13 juni 2022 | Nicaragua                                                               | 4 – 0           | Bahamas | Estadio Nacional de Fútbol             |                                        |
| 18:00 UTC−6 | 18:00 UTC−6  | Juan Barrera 19′ (str.) Jaime Moreno 34′, 45′ Ariagner Smith 74′ (str.) | (3 – 0) Rapport |         | Managua Domare: Julio Luna (Guatemala) | Managua Domare: Julio Luna (Guatemala) |
| 18:00 UTC−6 | 18:00 UTC−6  |                                                                         |                 |         | Managua Domare: Julio Luna (Guatemala) | Managua Domare: Julio Luna (Guatemala) |
| 18:00 UTC−6 | 18:00 UTC−6  |                                                                         |                 |         | Managua Domare: Julio Luna (Guatemala) | Managua Domare: Julio Luna (Guatemala) |

| 75          | 24 mars 2023 | Bahamas | 0 – 3           | Trinidad och Tobago                              | Thomas Robinson Stadium                |                                        |
| 16:00 UTC−4 | 16:00 UTC−4  |         | (0 – 3) Rapport | 5′ Kareem Moses 26′ Joevin Jones 34′ Ryan Telfer | Nassau Domare: Oshane Nation (Jamaica) | Nassau Domare: Oshane Nation (Jamaica) |
| 16:00 UTC−4 | 16:00 UTC−4  |         |                 |                                                  | Nassau Domare: Oshane Nation (Jamaica) | Nassau Domare: Oshane Nation (Jamaica) |
| 16:00 UTC−4 | 16:00 UTC−4  |         |                 |                                                  | Nassau Domare: Oshane Nation (Jamaica) | Nassau Domare: Oshane Nation (Jamaica) |

| 76          | 24 mars 2023 | Nicaragua                                                                            | 4 – 1           | Saint Vincent och Grenadinerna | Estadio Nacional de Fútbol               |                                          |
| 18:00 UTC−6 | 18:00 UTC−6  | Ariagner Smith 3′ Juan Barrera 42′ Matías Moldskred Belli 60′ Francisco Flores 90+2′ | (2 – 1) Rapport | 18′ (str.) Kyle Edwards        | Managua Domare: Adonai Escobedo (Mexiko) | Managua Domare: Adonai Escobedo (Mexiko) |
| 18:00 UTC−6 | 18:00 UTC−6  |                                                                                      |                 |                                | Managua Domare: Adonai Escobedo (Mexiko) | Managua Domare: Adonai Escobedo (Mexiko) |
| 18:00 UTC−6 | 18:00 UTC−6  |                                                                                      |                 |                                | Managua Domare: Adonai Escobedo (Mexiko) | Managua Domare: Adonai Escobedo (Mexiko) |

| 92          | 27 mars 2023 | Saint Vincent och Grenadinerna | 1 – 1           | Bahamas           | Arnos Vale Stadium                            |                                               |
| 15:00 UTC−4 | 15:00 UTC−4  | Kyle Edwards 59′ (str.)        | (0 – 0) Rapport | 70′ Marcel Joseph | Arnos Vale Domare: Fernando Guerrero (Mexiko) | Arnos Vale Domare: Fernando Guerrero (Mexiko) |
| 15:00 UTC−4 | 15:00 UTC−4  |                                |                 |                   | Arnos Vale Domare: Fernando Guerrero (Mexiko) | Arnos Vale Domare: Fernando Guerrero (Mexiko) |
| 15:00 UTC−4 | 15:00 UTC−4  |                                |                 |                   | Arnos Vale Domare: Fernando Guerrero (Mexiko) | Arnos Vale Domare: Fernando Guerrero (Mexiko) |

| 93          | 27 mars 2023 | Trinidad och Tobago | 1 – 1           | Nicaragua          | Dwight Yorke Stadium                     |                                          |
| 20:00 UTC−4 | 20:00 UTC−4  | Joevin Jones 42′    | (1 – 1) Rapport | 27′ Ariagner Smith | Bacolet Domare: Armando Villarreal (USA) | Bacolet Domare: Armando Villarreal (USA) |
| 20:00 UTC−4 | 20:00 UTC−4  |                     |                 |                    | Bacolet Domare: Armando Villarreal (USA) | Bacolet Domare: Armando Villarreal (USA) |
| 20:00 UTC−4 | 20:00 UTC−4  |                     |                 |                    | Bacolet Domare: Armando Villarreal (USA) | Bacolet Domare: Armando Villarreal (USA) |

### Grupp D
| Nr | Lag                     | S | V | O | F | GM | IM | MS | P  |
| -- | ----------------------- | - | - | - | - | -- | -- | -- | -- |
| 1  | Guatemala               | 6 | 4 | 1 | 1 | 11 | 4  | +7 | 13 |
| 2  | Franska Guyana          | 6 | 3 | 2 | 1 | 8  | 8  | 0  | 11 |
| 3  | Dominikanska republiken | 6 | 2 | 2 | 2 | 8  | 7  | +1 | 8  |
| 4  | Belize                  | 6 | 0 | 1 | 5 | 2  | 10 | −8 | 1  |

| 1           | 2 juni 2022 | Franska Guyana                       | 2 – 0           | Guatemala | Stade Municipal Dr. Edmard Lama                  |                                                  |
| 19:00 UTC−3 | 19:00 UTC−3 | Joel Sarrucco 9′ Thomas Némouthé 41′ | (2 – 0) Rapport |           | Remire-Montjoly Domare: Damien Rosa (Martinique) | Remire-Montjoly Domare: Damien Rosa (Martinique) |
| 19:00 UTC−3 | 19:00 UTC−3 |                                      |                 |           | Remire-Montjoly Domare: Damien Rosa (Martinique) | Remire-Montjoly Domare: Damien Rosa (Martinique) |
| 19:00 UTC−3 | 19:00 UTC−3 |                                      |                 |           | Remire-Montjoly Domare: Damien Rosa (Martinique) | Remire-Montjoly Domare: Damien Rosa (Martinique) |

| 3           | 2 juni 2022 | Belize | 0 – 2           | Dominikanska republiken                | FFB Stadium                              |                                          |
| 16:00 UTC−6 | 16:00 UTC−6 |        | (0 – 1) Rapport | 20′ Jean Carlos López 67′ Dorny Romero | Belmopan Domare: Oliver Vergara (Panama) | Belmopan Domare: Oliver Vergara (Panama) |
| 16:00 UTC−6 | 16:00 UTC−6 |        |                 |                                        | Belmopan Domare: Oliver Vergara (Panama) | Belmopan Domare: Oliver Vergara (Panama) |
| 16:00 UTC−6 | 16:00 UTC−6 |        |                 |                                        | Belmopan Domare: Oliver Vergara (Panama) | Belmopan Domare: Oliver Vergara (Panama) |

| 20          | 5 juni 2022 | Guatemala                                           | 2 – 0           | Belize | Estadio Doroteo Guamuch Flores                |                                               |
| 13:00 UTC−6 | 13:00 UTC−6 | Deshawon Nemhard 10′ (sjm.) Carlos Mejía 75′ (str.) | (1 – 0) Rapport |        | Guatemala City Domare: Diego Montaño (Mexiko) | Guatemala City Domare: Diego Montaño (Mexiko) |
| 13:00 UTC−6 | 13:00 UTC−6 |                                                     |                 |        | Guatemala City Domare: Diego Montaño (Mexiko) | Guatemala City Domare: Diego Montaño (Mexiko) |
| 13:00 UTC−6 | 13:00 UTC−6 |                                                     |                 |        | Guatemala City Domare: Diego Montaño (Mexiko) | Guatemala City Domare: Diego Montaño (Mexiko) |

| 23          | 5 juni 2022 | Dominikanska republiken                | 2 – 3           | Franska Guyana                                      | Félix Sánchez Olympic Stadium                      |                                                    |
| 19:00 UTC−4 | 19:00 UTC−4 | Dorny Romero 20′ Jean Carlos López 51′ | (1 – 1) Rapport | 16′ Joel Sarrucco 71′ Loïc Baal 78′ Arnold Abelinti | Santo Domingo Domare: Ricardo Montero (Costa Rica) | Santo Domingo Domare: Ricardo Montero (Costa Rica) |
| 19:00 UTC−4 | 19:00 UTC−4 |                                        |                 |                                                     | Santo Domingo Domare: Ricardo Montero (Costa Rica) | Santo Domingo Domare: Ricardo Montero (Costa Rica) |
| 19:00 UTC−4 | 19:00 UTC−4 |                                        |                 |                                                     | Santo Domingo Domare: Ricardo Montero (Costa Rica) | Santo Domingo Domare: Ricardo Montero (Costa Rica) |

| 36          | 9 juni 2022 | Belize           | 1 – 1           | Franska Guyana    | FFB Stadium                               |                                           |
| 16:00 UTC−6 | 16:00 UTC−6 | Horace Avila 74′ | (0 – 0) Rapport | 89′ Joel Sarrucco | Belmopan Domare: Daniel Quintero (Mexiko) | Belmopan Domare: Daniel Quintero (Mexiko) |
| 16:00 UTC−6 | 16:00 UTC−6 |                  |                 |                   | Belmopan Domare: Daniel Quintero (Mexiko) | Belmopan Domare: Daniel Quintero (Mexiko) |
| 16:00 UTC−6 | 16:00 UTC−6 |                  |                 |                   | Belmopan Domare: Daniel Quintero (Mexiko) | Belmopan Domare: Daniel Quintero (Mexiko) |

| 45          | 10 juni 2022 | Dominikanska republiken | 1 – 1           | Guatemala        | Félix Sánchez Olympic Stadium                      |                                                    |
| 19:00 UTC−4 | 19:00 UTC−4  | Nowend Lorenzo 12′      | (1 – 1) Rapport | 26′ Oscar Santis | Santo Domingo Domare: Ricardo Montero (Costa Rica) | Santo Domingo Domare: Ricardo Montero (Costa Rica) |
| 19:00 UTC−4 | 19:00 UTC−4  |                         |                 |                  | Santo Domingo Domare: Ricardo Montero (Costa Rica) | Santo Domingo Domare: Ricardo Montero (Costa Rica) |
| 19:00 UTC−4 | 19:00 UTC−4  |                         |                 |                  | Santo Domingo Domare: Ricardo Montero (Costa Rica) | Santo Domingo Domare: Ricardo Montero (Costa Rica) |

| 60          | 13 juni 2022 | Guatemala                    | 2 – 0           | Dominikanska republiken | Estadio Doroteo Guamuch Flores                  |                                                 |
| 18:00 UTC−6 | 18:00 UTC−6  | Rubio Méndez 32′, 78′ (str.) | (1 – 0) Rapport |                         | Guatemala City Domare: Adonai Escobedo (Mexiko) | Guatemala City Domare: Adonai Escobedo (Mexiko) |
| 18:00 UTC−6 | 18:00 UTC−6  |                              |                 |                         | Guatemala City Domare: Adonai Escobedo (Mexiko) | Guatemala City Domare: Adonai Escobedo (Mexiko) |
| 18:00 UTC−6 | 18:00 UTC−6  |                              |                 |                         | Guatemala City Domare: Adonai Escobedo (Mexiko) | Guatemala City Domare: Adonai Escobedo (Mexiko) |

| 62          | 14 juni 2022 | Franska Guyana    | 1 – 0           | Belize | Stade Georges-Chaumet                        |                                              |
| 19:00 UTC−3 | 19:00 UTC−3  | Joel Sarrucco 80′ | (0 – 0) Rapport |        | Cayenne Domare: Pierre-Luc Lauziere (Kanada) | Cayenne Domare: Pierre-Luc Lauziere (Kanada) |
| 19:00 UTC−3 | 19:00 UTC−3  |                   |                 |        | Cayenne Domare: Pierre-Luc Lauziere (Kanada) | Cayenne Domare: Pierre-Luc Lauziere (Kanada) |
| 19:00 UTC−3 | 19:00 UTC−3  |                   |                 |        | Cayenne Domare: Pierre-Luc Lauziere (Kanada) | Cayenne Domare: Pierre-Luc Lauziere (Kanada) |

| 78          | 24 mars 2023 | Franska Guyana         | 1 – 1           | Dominikanska republiken | Stade Municipal Dr. Edmard Lama                  |                                                  |
| 18:30 UTC−3 | 18:30 UTC−3  | Jean-David Legrand 86′ | (0 – 0) Rapport | 90+4′ Carlos Heredia    | Remire-Montjoly Domare: Ricangel de Leça (Aruba) | Remire-Montjoly Domare: Ricangel de Leça (Aruba) |
| 18:30 UTC−3 | 18:30 UTC−3  |                        |                 |                         | Remire-Montjoly Domare: Ricangel de Leça (Aruba) | Remire-Montjoly Domare: Ricangel de Leça (Aruba) |
| 18:30 UTC−3 | 18:30 UTC−3  |                        |                 |                         | Remire-Montjoly Domare: Ricangel de Leça (Aruba) | Remire-Montjoly Domare: Ricangel de Leça (Aruba) |

| 77          | 24 mars 2023 | Belize              | 1 – 2           | Guatemala                              | FFB Stadium                              |                                          |
| 20:00 UTC−6 | 20:00 UTC−6  | Jordy Polanco 45+1′ | (1 – 2) Rapport | 30′ Óscar Castellanos 44′ Oscar Santis | Belmopan Domare: Selvin Brown (Honduras) | Belmopan Domare: Selvin Brown (Honduras) |
| 20:00 UTC−6 | 20:00 UTC−6  |                     |                 |                                        | Belmopan Domare: Selvin Brown (Honduras) | Belmopan Domare: Selvin Brown (Honduras) |
| 20:00 UTC−6 | 20:00 UTC−6  |                     |                 |                                        | Belmopan Domare: Selvin Brown (Honduras) | Belmopan Domare: Selvin Brown (Honduras) |

| 94          | 27 mars 2023 | Dominikanska republiken              | 2 – 0           | Belize | Estadio Panamericano                        |                                             |
| 18:00 UTC−4 | 18:00 UTC−4  | Edarlyn Reyes 13′ Nowend Lorenzo 60′ | (1 – 0) Rapport |        | San Cristóbal Domare: Yadel Martínez (Kuba) | San Cristóbal Domare: Yadel Martínez (Kuba) |
| 18:00 UTC−4 | 18:00 UTC−4  |                                      |                 |        | San Cristóbal Domare: Yadel Martínez (Kuba) | San Cristóbal Domare: Yadel Martínez (Kuba) |
| 18:00 UTC−4 | 18:00 UTC−4  |                                      |                 |        | San Cristóbal Domare: Yadel Martínez (Kuba) | San Cristóbal Domare: Yadel Martínez (Kuba) |

| 95          | 27 mars 2023 | Guatemala                                                                  | 4 – 0           | Franska Guyana | Estadio Doroteo Guamuch Flores              |                                             |
| 20:00 UTC−6 | 20:00 UTC−6  | Rubio Rubin 60′ Marlon Sequén 76′ Nicolás Samayoa 80′ Jorge Aparicio 90+2′ | (0 – 0) Rapport |                | Guatemala City Domare: Marco Ortiz (Mexiko) | Guatemala City Domare: Marco Ortiz (Mexiko) |
| 20:00 UTC−6 | 20:00 UTC−6  |                                                                            |                 |                | Guatemala City Domare: Marco Ortiz (Mexiko) | Guatemala City Domare: Marco Ortiz (Mexiko) |
| 20:00 UTC−6 | 20:00 UTC−6  |                                                                            |                 |                | Guatemala City Domare: Marco Ortiz (Mexiko) | Guatemala City Domare: Marco Ortiz (Mexiko) |

## Ranking av grupptvåor
| Nr | Lag (grupp)             | S | V | O | F | GM | IM | MS | P  |
| -- | ----------------------- | - | - | - | - | -- | -- | -- | -- |
| 1  | Trinidad och Tobago (C) | 6 | 4 | 1 | 1 | 12 | 4  | +8 | 13 |
| 2  | Franska Guyana (D)      | 6 | 3 | 2 | 1 | 8  | 8  | 0  | 11 |
| 3  | Guyana (B)              | 6 | 3 | 1 | 2 | 8  | 14 | −6 | 10 |
| 4  | Guadeloupe (A)          | 6 | 3 | 0 | 3 | 5  | 5  | 0  | 9  |

## Ranking av grupptreor
| Nr | Lag (grupp)                 | S | V | O | F | GM | IM | MS | P |
| -- | --------------------------- | - | - | - | - | -- | -- | -- | - |
| 1  | Antigua och Barbuda (A)     | 6 | 3 | 0 | 3 | 5  | 7  | −2 | 9 |
| 2  | Dominikanska republiken (D) | 6 | 2 | 2 | 2 | 8  | 7  | +1 | 8 |
| 3  | Bermuda (B)                 | 6 | 1 | 1 | 4 | 7  | 10 | −3 | 4 |
| 4  | Bahamas (C)                 | 6 | 1 | 1 | 4 | 2  | 11 | −9 | 4 |

## Anmärkningslista
1. ↑  Matchen mellan Bermuda och Montserrat, planerad att spelades den 14 juni 2022, ställdes in på grund av att Montserrat beslutade sig för att dra sig ur matchen.[1][2] Bermuda tilldelades en 3–0-vinst.[3]